# Acropora branchi
Acropora branchi е вид корал от семейство Acroporidae.

## Разпространение
Видът е разпространен в Индия, Мадагаскар, Мозамбик, Шри Ланка и Южна Африка.

## Описание
Популацията им е намаляваща.